# أندرينا غوميز
أندرينا غوميز (بالإسبانية: Andreína Gomes) هي عارضة فنزويلية، ولدت في 17 أغسطس 1986 في كاراكاس في فنزويلا.

## وصلات خارجية
- الموقع الرسمي